# 科帕尼 (沃茲涅先斯克區)
47°42′27″N 30°46′10″E / 47.70750°N 30.76944°E
科帕尼（烏克蘭語：Копані）是烏克蘭的城鎮，位於該國南部尼古拉耶夫州，由沃茲涅先斯克區負責管轄，面積1.84平方公里，海拔高度141米，2001年人口279，人口密度每平方公里151.63人。